# Улица Щепкина (Москва)
Улица Ще́пкина — улица в центре Москвы в Мещанском районе Центрального административного округа между Малой Сухаревской площадью и Трифоновской улицей. На улице находится Дом-музей М. С. Щепкина.

## Происхождение названия
Прежнее название — 3-я Мещанская улица, одна из 4 бывших Мещанских улиц, из которых сейчас осталась лишь 4-я (ныне Мещанская улица). Все они назывались по Мещанской слободе. 3-я Мещанская улица была переименована в 1962 году в память о М. С. Щепкине (1788—1863), выдающемся актёре и основоположнике реализма в русском театре, который жил на этой улице.

## Расположение
Улица Щепкина начинается от Малой Сухаревской площади Садового кольца и проходит на север параллельно улице Гиляровского. Слева на улицу выходит Калмыков переулок, затем улица пересекает улицу Дурова, Капельский переулок (справа) и Самарскую улицу (слева), Больничный переулок (справа), Напрудный переулок (справа) и, наконец Трифоновскую улицу, за которой продолжается как улица Верземнека.

## Примечательные здания и сооружения

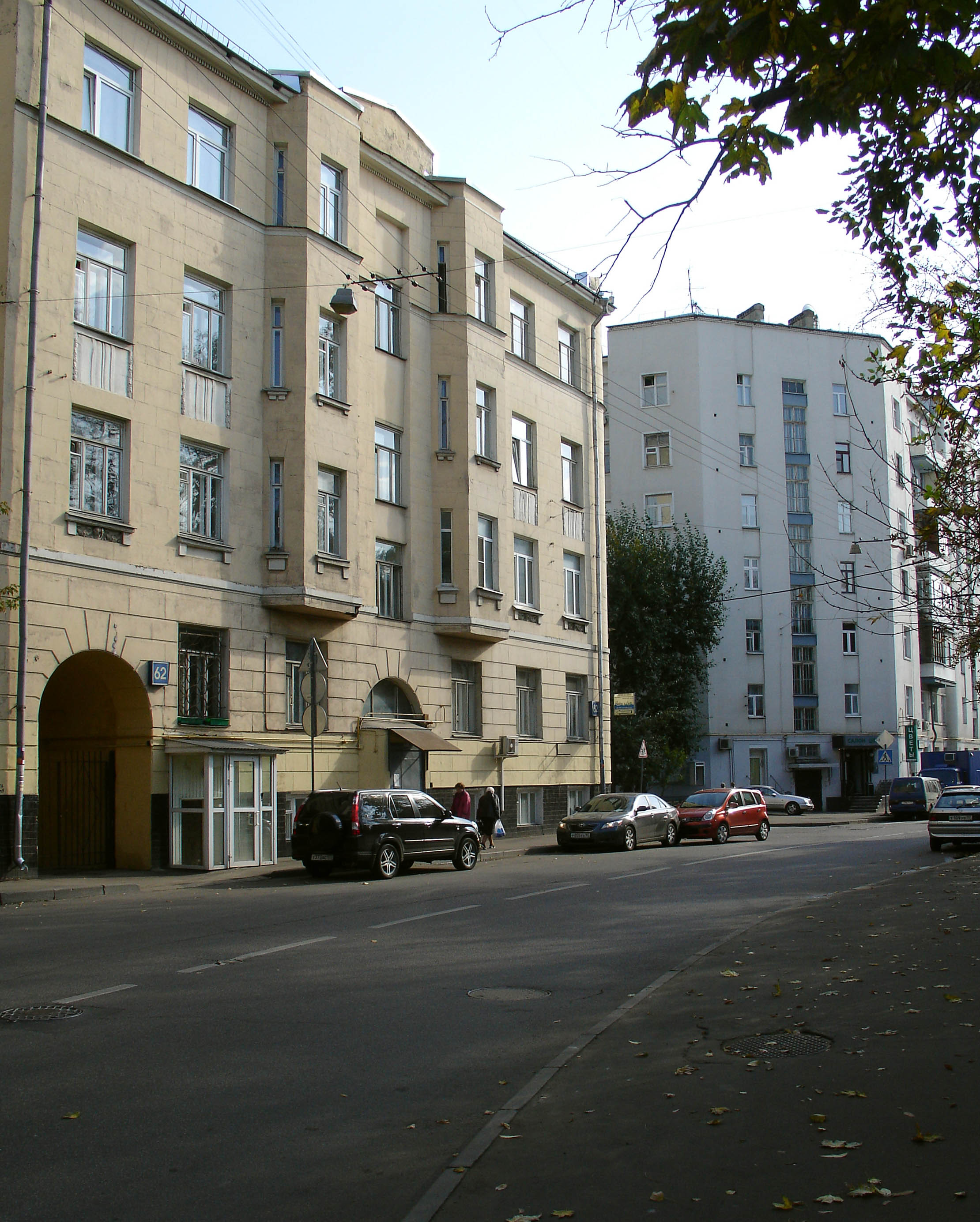
Улица Щепкина, дома 62 и 60.

### По чётной стороне
- № 6, строение 1 — особняк купца И. Г. Урина (1882, архитектор В. И. Веригин), сейчас — Объединенный банк промышленных инвестиций.
- № 8 — Международный союз «Содружество общественных организаций ветеранов (пенсионеров) независимых государств».
- № 18 — доходный дом (1910, архитектор К. К. Кайзер).
- № 20 — ГУВД Москвы: Бюро регистрации несчастных случаев, Управление по организации лицензионно-разрешительной работы и контролю за частной детективной и охранной деятельностью.
- № 22,  памятник архитектуры (вновь выявленный объект) — доходный дом Е. Н. Шевлягиной (1910—1912, архитектор Г. А. Гельрих), в настоящее время в здании находятся Союз российских городов, Конгресс муниципальных образований Российской Федерации; Российский НИИ технологий микроэлектроники (РНИТМЭ), Российский НИИ информационных технологий и систем автоматизированного проектирования (Росниитап).[1] В конце 2016 года объявлены торги на выполнение противоаварийных работ в части устройства инвентарных наружных лесов на фасадах[2]. В марте 2017 года объявлен тендер на разработку научно-проектной документации для проведения ремонтно-реставрационных работ фасадов, входных групп и исторических помещений. В июле 2017 г. Департаментом культурного наследия выдано разрешение на проведение капитального ремонта (противоаварийных работ) главного фасада здания. Заказчик — ФКУ ЦГИЖБО ФСИН России, субподрядчик/исполнитель работ — ЗАО «АГЕЙ-7», контроль — Департамент культурного наследия. Работы начаты в октябре, установлены строительные леса, фальшфасад. В соответствии с информацией на инфощите, срок завершения работ — 1 декабря 2017 г.[1].
- № 24 — особняк Болотновых (конец 1890-х, архитектор С. М. Гончаров), в настоящее время — посольство Шри-Ланки.
- № 28 — Институт финансовых экспертиз и аудита. Совкомбанк.
- № 40, стр. 1 — Связь-Банк.
- № 42 — Министерство энергетики Российской Федерации, Государственная корпорация по космической деятельности «Роскосмос».
- № 52 — здание конторы, приёмного покоя и амбулатории им. Л. И. Тимистера при Старо-Екатерининской больнице (1900-е, архитектор И. А. Иванов-Шиц).
- № 58, стр. 3 — Офисное здание.
- № 60/2 — издательский дом «Мир новостей».

### По нечётной стороне
- № 3 — доходный дом (1912, архитектор К. К. Кайзер).
- № 9 — Центральный административный округ: отдел по работе с населением приватизация жилой площади районов: Арбат, Басманный, Замоскворечье, Красносельский, Мещанский, Пресненский, Таганский, Тверской, Хамовники, Якиманка.
- № 23 — Мещанская полицейская часть (перестроена в 1923 году архитектором Г. П. Евлановым).
- № 25/20 — доходный дом Е. Н. Шевлягиной (1905—1906, архитектор Г. А. Гельрих[3])
- № 27 — доходный дом (1914, архитектор О. Г. Пиотрович).
- № 47, стр. 1 — доходный дом А. Д. Чернятина, (1914, архитектор Э. К. Нирнзее)
- № 47, стр. 2 — Дом-музей М. С. Щепкина. Усадьба, кон. XVIII — нач. XIX вв. Деревянный особняк конца XVIII в., выживший в пожаре 1812 г. Представляет собой обшитый досками сруб, сложенный «без единого гвоздя». В 1865 году перестроен новыми владельцами — Пановыми.
- № 49 — доходный дом Э. С. Бодло (1911, архитектор О. О. Шишковский).
- № 61/2,  памятник архитектуры (вновь выявленный объект) — Старо-Екатерининская больница (1877—1881, архитектор А. А. Мейнгард; Гинекологическое отделение, родильный приют, корпус для хронических больных, корпус для нервных больных — 1909, архитектор И. А. Герман; церковь Божьей Матери Всех Скорбящих Радость при больнице — 1899, архитектор В. П. Десятов; амбулатория — ок. 1910, архитектор Д. В. Шапошников)[4]. В настоящее время здесь находятся Московский областной научно-исследовательский клинический институт имени М. Ф. Владимирского (МОНИКИ) и Московский областной медицинский колледж (МОСОМК).
- № 61/2, корпус 8 — Московский областной клинический центр восстановительной медицины и реабилитации, ГКУЗ Московской области «Центр по профилактике и борьбе со СПИДом и инфекционными заболеваниями».
- 61/2, стр. 14 — Церковь «Иконы Божией Матери Целительница» при Старо-Екатерининской больнице, 1881 г.[5]
- № 61/2, стр. 25 — Храм иконы Божией Матери «Всех Скорбящих Радость».

## Движение
На улице одностороннее движение автотранспорта от Садового кольца до улицы Дурова.

## В искусстве
Прежним именем улицы назван советский художественный фильм «Третья Мещанская» режиссёра Абрама Роома, снятый в 1927 году.